# 扉をたたく人
『扉をたたく人』（とびらをたたくひと、原題：The Visitor）は、2008年のアメリカ映画。

## 概要
これまで脇役として多くの映画に出演してきたリチャード・ジェンキンスの初主演作品。
全米封切時はわずか4館のみでの公開だったが、最終的に270館まで拡大され、6か月間にわたるロングランとなった。

## あらすじ
コネチカット州で大学教授をしている62歳のウォルター（リチャード・ジェンキンス）は、妻を亡くし、心を閉ざしていた。ある時、学会のためにニューヨークに出張し、滞在のために別宅のアパートを訪れるが、そこには見知らぬ外国人のカップルがいた。ふたりはジャンベ奏者のシリア系男性タレク（ハーズ・スレイマン）と、アクセサリーを作って売るセネガル系女性のゼイナブ（ダナイ・グリラ）といい、詐欺にあってウォルターの家を貸されたのだった。やむを得ず共同生活を始めた彼らだったが、陽気なタレクはウォルターにジャンベの演奏法を教え、ストリートセッションに誘った。初めての体験に充実感を覚えるウォルター。しかし、タレクは地下鉄無賃乗車を疑われて逮捕され、不法滞在の身を暴かれてしまった。何とかして彼を釈放させようと奔走するウォルターの前に、タレクの母であるモーナ（ヒアム・アッバス）が現われる。

## キャスト
| 役名                 | 俳優                     | 日本語吹替 |
| -------------------- | ------------------------ | ---------- |
| ウォルター・ヴェイル | リチャード・ジェンキンス | 佐々木敏   |
| モーナ               | ヒアム・アッバス         | 一城みゆ希 |
| タレク               | ハーズ・スレイマン       | 桐本琢也   |
| ゼイナブ             | ダナイ・グリラ           | 佐古真弓   |
| バーバラ             | マリアン・セルデス       |            |
| カレン               | マギー・ムーア           |            |
| チャールズ           | マイケル・カンプステイ   |            |
| ジャコブ             | リチャード・カインド     |            |
| ミスター・シャー     | アミール・アリソン       |            |

## スタッフ
- 監督・脚本：トム・マッカーシー
- 製作：メアリー・ジェーン・スカルスキー、マイケル・ロンドン
- 製作総指揮：オマール・アマナット、クリス・サルヴァテッラ、ジェフリー・スコール、リッキー・ストラウス、ジョン・ウォルデンバーグ
- 撮影：オリヴァー・ボーケルバーグ
- プロダクションデザイン：ジョン・ペイノ
- 衣装：メリッサ・トス
- 編集：トム・マカードル
- 音楽：ヤン・A・P・カチュマレク
- 音楽監修：メアリー・ラモス
- キャスティング：ケリー・バーデン、ステファン・フェンキノス、ビリー・ホプキンス、ポール・シュニー、スザンヌ・スミス
- ライン・プロデューサー：パティ・ロング、バーゲン・スワンソン

## 賞歴
- 第81回アカデミー賞
  - ノミネート：主演男優賞

- 第24回インディペンデント・スピリット賞
  - 受賞：監督賞
  - ノミネート：主演男優賞、助演男優賞

- 第14回放送映画批評家協会賞
  - ノミネート：主演男優賞

- 第13回サテライト賞
  - 受賞：脚本賞、主演男優賞
  - ノミネート：監督賞

- 2008年度ニューヨーク・ポスト紙が選ぶトップ10作品

- 第18回ゴッサム賞
  - ノミネート：作品賞、アンプル演技賞

- 第7回メソッド・フェスト映画祭
  - 受賞：長編監督賞、主演男優賞、助演女優賞

- 2008年女性映画ジャーナリスト連合EDA賞
  - ノミネート：脚本賞、主演男優賞

- 2008年セントルイス国際映画祭
  - 受賞：音楽賞
  - ノミネート：主演男優賞

- 2008年ナショナル・ボード・オブ・レビュー賞
  - トップ10インディーズ映画選出
  - 受賞：スポットライト賞

- ワシントンDC映画批評家協会賞
  - ノミネート：脚本賞、主演男優賞

- 2008年ヒューマニタス賞
  - ノミネート：サンダンス映画部門

- LA.com賞
  - 受賞：助演女優賞

- デンバー映画祭
  - 受賞：素晴らしい演技に贈る賞

- 2008年モーション・ピクチャー・クラブ・アワード
  - 受賞：今年の男性スター

- 2008年モスクワ国際映画祭
  - 受賞：主演男優賞

- 2008年フランドル国際映画祭
  - 受賞：特別実績賞

- 2008年ドーヴィル映画祭
  - 受賞：グランプリ

- ペイスト・マガジン誌
  - 2008年度ベスト10作品中5位